# Видмер, Андрей Андреевич
Видмер Андрей Андреевич (1856—1931) — депутат Государственной думы Российской империи I созыва от Бессарабской губернии.

## Биография
Родился в 1856 году в Аккерманском уезде Бессарабской области в крестьянской семье поселян-собственников, бывших немцев-колонистов. Лютеранин. Окончил камразское центральное училище. Занимался земледелием и виноградством. Являлся членом аккерманской земской управы. На протяжении 29 лет служил волостным писарем, 25 лет подряд (с 1881 по 1906 годы) выбирался гласным уездного земства и три года состоял членом управы. В 1906 году был избран депутатом Государственной думы Российской империи I созыва.
Скончался в 1931 году в Тарутино.